# Дземброня (річка)
Дзембро́ня — річка в Україні, в межах Верховинського району Івано-Франківської області. Ліва притока Чорного Черемошу (басейн Пруту).

## Опис
Довжина 12 км, площа басейну 43,2 км². Похил 83 м/км. Річка типово гірська. Долина вузька, переважно V-подібна. Річище слабкозвивисте, кам'янисте. Часто бувають дощові паводки.

## Розташування
Дземброня бере початок у котловині між горами Дземброня і Смотрець, на південний захід від села Дземброні. Тече між горами масиву Чорногора спершу на північний схід, далі на схід, у пониззі — знову на північний схід. Впадає до Чорного Черемошу на північ від села Топільче.
Над річкою розташоване село Дземброня.
На одній з приток Дземброні, потоці Мунчель, розташовані Дзембронські водоспади.